# Antonio Turra
Antonio Turra (Vicenza, 25 marzo 1730 – Vicenza, 6 settembre 1796) è stato un botanico e medico italiano, cittadino della Repubblica di Venezia, è stato segretario dell’Accademia di Agricoltura e membro di diverse accademie italiane ed estere.

## Biografia
È nato a Vicenza il 25 marzo del 1730, figlio di Giovan Battista e Angela Spezzato. Veniva da una famiglia cittadina non benestante. Si laureò in Medicina e Filosofia all'Università di Padova, iniziando subito la professione di medico a Vicenza.
Si appassionò agli studi della botanica guadagnandosi una buona reputazione in tale disciplina. Fu direttore dell'Orto botanico vescovile sotto la guida del vescovo Marco Giuseppe Corner lasciandogli il Catalogus plantarum horti Corneliani methodo sexuali dispositus anno MDCCLXXI, atque ab Antonio Turra elaboratus.
Nel 1780 pubblicò il Florae italicae prodromus, un catalogo di circa 1700 specie di piante italiane, classiﬁcate secondo il metodo di Linneo. A questa opera venne aggiunto il supplemento Insecta vicentina. Ancor oggi inedita è l'opera  — conservata presso la Biblioteca Bertoliana — Vegetabilia Italiae indigena, methodo linneiano disposita, che contiene la descrizione e la classificazione di un buon numero di piante. Il testo del manoscritto non è mai stato terminato.
Del 1780 al 1795, dopo aver ottenuto il permesso del Senato, iniziò la professione di tipografo, curando soprattutto opere di agricoltura. Il 21 Settembre 1786 fu visitato a Vicenza da Goethe, all'epoca in viaggio in Italia, che, appassionato di botanica, desiderava incontrarlo, e che lasciò una sommaria descrizione del suo colloquio con Turra nel suo "Viaggio in Italia"
Morì all'età di 66 anni, il 6 settembre del 1796.